# Ossiarte
Ossiarte (in greco antico: Ὀξυάρτης?, Oxyártēs; in persiano وخش‌ارد‎, Vaxš-ard, e in antico iranico *Huxšaθra-) (... – dopo il 316 a.C.) è stato un antico satrapo e re della Battriana, padre di Rossane, la moglie di Alessandro Magno.

## Biografia
Ѐ menzionato da Arriano come uno dei comandanti che accompagnarono Besso nella sua ritirata lungo il fiume Oxus del 329 a.C. verso la Sogdiana, dopo la sconfitta di Dario III nella Battaglia di Gaugamela contro Alessandro Magno.
Dopo la morte di Besso, Ossiarte lasciò per precauzione la moglie e le figlie in una fortezza, chiamata Rocca Sogdiana o Rocca di Arimazes, che era ritenuta inespugnabile. La fortezza cadde però nelle mani di Alessandro (327 a.C.), che non solo trattò con rispetto le prigioniere, ma fu così colpito dalla bellezza di Rossane, una delle figlie di Ossiarte, che decise di sposarla. Ossiarte, venuto a conoscenza delle intenzioni del re macedone, si sottomise a lui, ricevendo in cambio i più grandi onori, confermandolo satrapo della Sogdiana e successivamente della provincia di Paropamiso.
Ossiarte mantenne questa carica anche dopo la morte di Alessandro e la spartizione di Babilonia (323 a.C. e fu confermato anche durante il congresso di Triparadiso (321 a.C.).
Successivamente, Ossiarte si alleò prima con Eumene di Cardia e successivamente, dopo la morte di quest'ultimo (316 a.C.), con Antigono I Monoftalmo. Probabilmente morì prima della spedizione di Seleuco I in India, dato che non viene nominato da Strabone quando racconta la cessione di Paropamiso a Chandragupta Maurya da parte di Seleuco.